# Collide (canção)
"Collide" é uma canção da cantora britânica Leona Lewis e do DJ sueco Avicii. Foi composta por Tim Bergling, Simon Jeffes, Ash Pournouri, Autumn Rowe, Sandy Wilhelm, sendo que a produção ficou a cargo deste último sob o seu nome artístico Sandy Vee e The Young Boys. A música estreou no dia 15 de julho de 2011 na estação de rádio BBC Radio 1 e foi disponibilizada digitalmente em 2 de setembro do mesmo ano nas lojas iTunes Store e Amazon. Além da versão original, diversos remix da música foram lançados feitos por Afrojack, Cahill, Alex Gaudino e Jason Rooney. A sua gravação ocorreu para integrar o terceiro álbum de estúdio de Leona Lewis, Glassheart, mas não chegou a ser incluída no seu lançamento final.
Após o seu lançamento, Avicii declarou que Leona e a sua gravadora Syco Music haviam plagiado o instrumental da sua música "Penguin". Antes de que a queixa, movida pelo DJ e pela sua equipa chegasse aos tribunais, a Syco anunciou que daria os créditos ao DJ na música. A canção possui o género musical house, juntando acordes de guitarra e piano. Na letra da música, a cantora fala sobre o amor e a forma de permanecer junto a alguém que se ama através das mudanças na vida. "Collide" recebeu uma reação mista dos críticos de música, sendo que alguns elogiaram o desempenho vocal de Leona e compararam a "Firework" por Katy Perry, enquanto outros criticaram a sua estrutura musical. Comercialmente, atingiu as cinco melhores posições nas paradas musicais de países como a Escócia, Irlanda e Reino Unido, conseguindo chegar à liderança da Billboard Dance/Club Play Songs dos Estados Unidos.
O vídeo musical, dirigido por Ethan Ladder, foi gravado em Malibu, na Califórnia. Lançado no dia 26 de agosto de 2011, foi descrito como "uma bela peça cinematográfica que mostra a beleza natural" da artista, além de ser adjetivado de "convidativo, sensual e orgânico". A faixa recebeu várias aprensentações ao vivo como parte da sua divulgação, como no programa de TV do Reino Unido "Red or Black?" e na boate de Londres "G-A-Y" junto com outras músicas. em 2012 o remix da música feita por Afrojack foi nomeada ao Grammy Awards de 2012, o remix concorreu na categoria "Best Remixed Recording", mas perdeu a disputa para o música "Cinema" de Benny Benassi remixada por Skrillex.

## Antecedentes e lançamento
Leona começou a planear o seu terceiro álbum Glassheart em junho de 2010, após concluir a sua primeira digressão como cabeça de cartaz, The Labyrinth. A 14 de julho de 2011, a cantora anunciou através da sua conta oficial no Twitter que a canção iria estrear no dia seguinte através do programa de rádio da BBC Radio 1, The Scott Mills Show. "Estou entusiasmada para saber o que vão achar quando amanhã sintonizarem o programa de Scott Mills na Radio One para ouvirem em exclusivo o meu single de verão 'Collide'", afirmou na rede social. No que diz respeito à música, Lewis falou sobre a sua escolha como primeira faixa de trabalho, afirmando o seguinte:
| “ | Estou entusiasmada para que as pessoas vejam um lado diferente da minha música. Sou fã de diversos géneros e estilos. Para mim, esta canção tem todos os ingredientes para um hino de verão. Mal posso esperar para que os fãs a oiçam, e partilhar o resto do álbum. | ” |

A obra foi enviada para as rádios australianas a 22 de agosto de 2011, sendo disponibilizada a 2 de setembro do mesmo ano na iTunes Store de vários países em formato digital em forma de extended play (EP). Além da versão original, o conjunto contém remisturas realizadas por Afrojack, Cahill, Alex Gaudino e Jason Rooney. Na Alemanha, o single apenas foi comercializado através da sua variante normal em conjunto com a mistura por Afrojack. Glassheart tinha lançamento planeado para novembro de 2011 sucedendo-se a "Collide", no entanto, foi adiado por diversas vezes até ao início do ano de 2012, cancelado posteriormente até ao verão, antes de ser anunciado para Outubro do mesmo ano.

## Controvérsia com Avicii

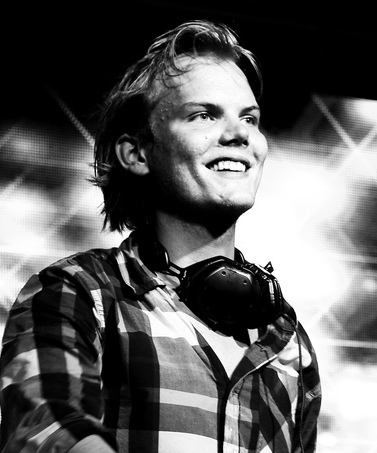
O DJ e produtor sueco Avicii (foto) acusou Lewis e a sua editora de utilizarem amostras da sua obra "Penguin" sem a sua autorização.

Logo após a estreia de "Collide" nas rádios britânicas, a canção recebeu várias comparações à faixa instrumental "Penguin" do DJ e produtor sueco Avicii, que por sua vez usa demonstrações de "Perpetuum Mobile" por Penguin Cafe Orchestra. Originalmente, o single apenas creditava Lewis como única artista, o que motivou uma ação judicial contra a cantora e a sua editora discográfica Syco Music, sendo que Avicii alegou que tinham utilizado a sua versão sem a sua permissão. De acordo com Ash Pournouri, agente do DJ, este pensou que a intérprete apenas iria utilizar os arranjos originais da orquestra. "Estávamos com a impressão de que estavam a utilizar o original. Acabaram por copiar a nossa versão. Nós nunca permitimos que a Syco a utilizasse. Os direitos [de autor] da primeira amostra pertencem a Simon Jeffes (Penguin Cafe Orchestra) e aprovação para o uso da sua composição não está sob o nosso controlo", afirmou o profissional. Como parte do processo iniciado por não receber créditos em "Collide", Avicii tentou suspender o lançamento da música até ser alcançado um acordo entre ambas as partes.
Após o caso chegar ao tribunal, Lewis recorreu à sua conta no Twitter e afirmou que o sueco estava plenamente consciente que estavam a ser utilizadas demonstrações da sua obra, e a artista ainda relatou que o produtor estava ciente e concordou que os lucros da publicação fossem divididos consigo e com a sua gerência. "Apaixonei-me por completo pela sua versão e acho que ele é super-talentoso", afirmou. A Syco também respondeu à alegação, afirmando que a ideia sempre foi que os dois artistas colaborassem e fossem ambos creditados na faixa. Em resposta, Avicii acusou Leona e a sua editora de estarem a mentir sobre o facto de terem trabalhado em conjunto, e referiu o seguinte através da mesma rede social: "Obrigado por me acusarem de mentir e falar em meu nome. Uma vez que nunca nos conhecemos ou mesmo falámos, por favor, deixe-me saber, a mim e ao meu agente, quem vos disse isso e que tipo de confirmação vos deram". Horas antes de ambas as organizações discográficas aparecerem na audiência em tribunal, a Syco divulgou um comunicado a revelar que tinham chegado a um acordo e que Avicii seria creditado como convidado em "Collide", enquanto que Lewis permanecia como principal. O DJ ficou satisfeito com o resultado final, afirmando que "estava feliz por ter resolvido tudo com Leona". "A música é a resposta... Chegámos finalmente a um acordo sobre as nossas questões... [Estou] tão feliz de seguir em frente e concentrar-me em fazer-mos sucesso juntos", considerou o sueco. Lewis salientou que Avicii é um talento, e que consideraram que "deve ser-lhe dado o justo crédito por ter criado este sucesso".

## Estilo musical e letra
"Collide" é uma canção de tempo moderado que incorpora elementos de estilo house, produzida por Sandy Vee e The Young Boys, e com duração de três minutos e cinquenta e nove segundos (3:59). O seu arranjo foi construído com vocais, acordes de guitarra e piano. De acordo com a partitura publicada pela EMI Music Publishing, a música é definida no tempo de assinatura moderado com um metrónomo de 128 batidas por minuto. Composta na chave de fá maior com um alcance vocal que vai desde da nota baixa de fá com quatro oitavas, para a nota mais alta de si bemol de cinco.
A letra foi escrita por Tim Berg, Simon Jeffes, Arash Pournouri, Autumn Rowe e Sandy Wilhelm. Liricamente, a cantora fala sobre o amor e a forma de permanecer junto a alguém que se ama através das mudanças na vida, destacado na passagem "Eu vou animar-te quando estiveres em baixo / Estar lá quando mais ninguém estiver por perto / Estou em sintonia com o que sentes / Tudo isto é real / Quando estiveres em lugares estranhos / Conta comigo para as mudanças da vida". Amy Sciarretto, do sítio Popcrush, observou que Lewis parecia estar a conter os seus vocais na música, afirmando que "exerce uma contenção incrível que não a deixa tornar-se notável, [aquela de] encher uma sala, a voz invejável à qual estamos acostumados". Sciarretto continuou a sua análise ao escrever que, no final da canção, a artista não apresenta qualquer limitação, provocada por um dispositivo comum utilizado na produção que permite o cantor criar tensão. A editora concluiu dizendo que Leona, na passagem "Choca comigo / A toda a velocidade", permite não conter o desempenho dos seus poderes vocais e entrega-o com "poder e amplitude".

## Receção pela crítica

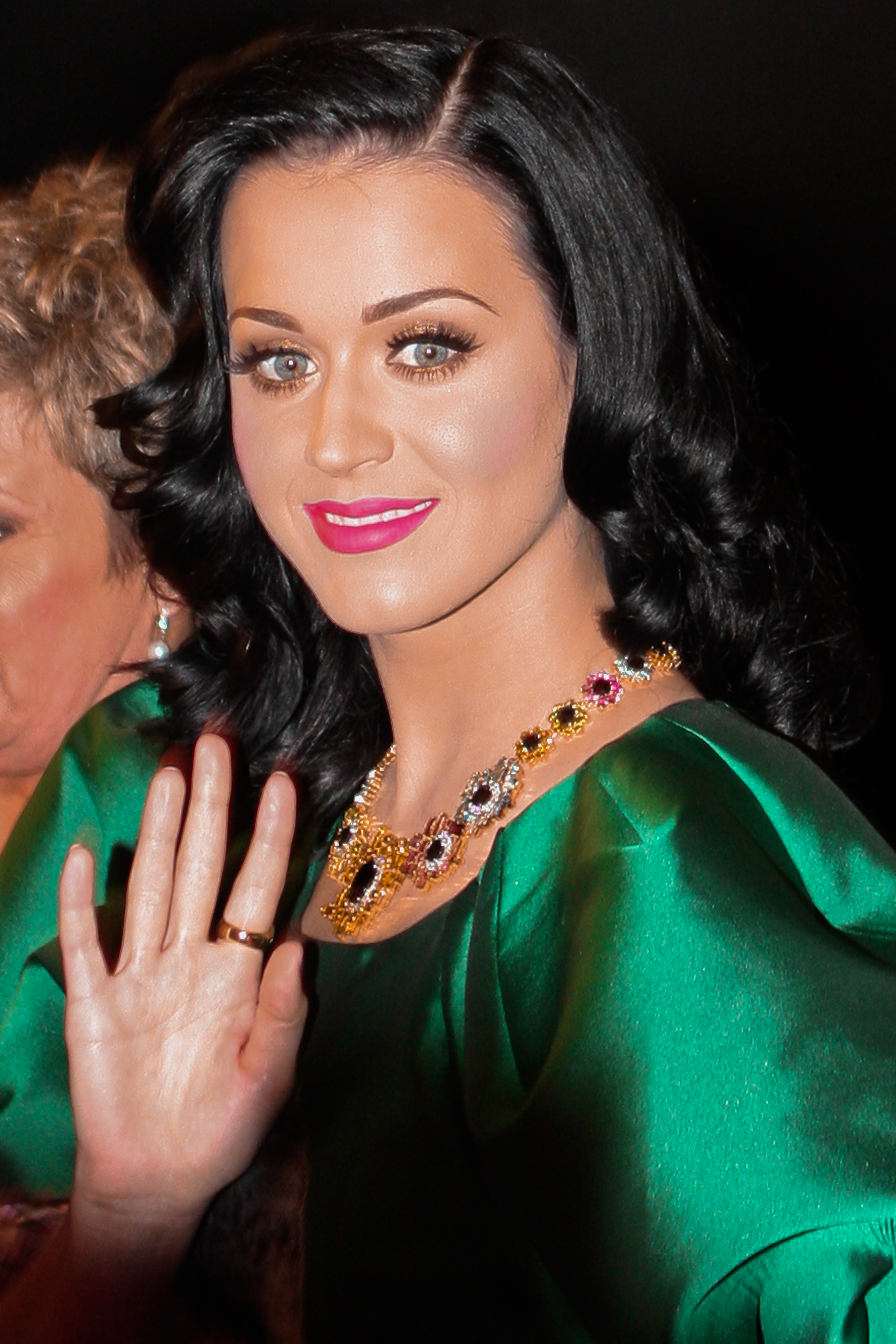
"Collide" recebeu comparações a "Firework" por Katy Perry (foto).

Após o seu lançamento, a canção não recebeu opiniões unânimes por parte dos média especializados. Lewis Corner, do sítio Digital Spy, elogiou o tema, considerando que Leona combina a sua capacidade de transmitir a letra de baladas poderosas numa melodia orientada à dança. O editor notou semelhanças com "Firework" de Katy Perry, produzida também por Sandy Vee, no entanto, assinalou que Lewis canta "Collide" de uma maneira que distancia o nível de comparação. Amy Sciarretto do Popcrush atribuiu três de cinco estrelas possíveis, elogiou os vocais da artista e adjetivou-os de "apelativos e cativantes". Sciarretto afirmou ainda que este estilo era algo que os fãs estavam à espera.
Katherine St. Asaph, do Popdust, foi crítica em relação ao single, pois embora tenha salientado que a cantora se aventurou no estilo de dança, onde músicos como David Guetta e Kylie Minogue tiveram grande sucesso, e que tem uma voz emblemática em relação a ambos, a editora sentiu que faltou entrega. St. Asaph escreveu que "os versos de duas notas letárgicas fazem a sua voz soar menos rouca e depois entediada, uma emoção que single de retorno nunca deve evocar". Michael Cragg, do jornal The Guardian, sentiu que a obra parecia construir-se e soltar-se na hora errada, além de que a sua estrutura não era coesa. Cragg concluiu que Leona faz um "trabalho razoável como uma diva de dança" e notou as semelhanças entre "Collide" e "Penguin". Dara Hickey do portal Unreality Shout classificou a canção com três estrelas de cinco prováveis e também comparou a sua sonoridade à de Perry, contudo, considerou que "se esta é a nova direção que Lewis quer seguir, coloca os benefícios e perdas numa estranha justaposição. Porque, por um lado, poderia pelo menos dar aos ouvintes uma razão para ficar por perto e ouvir os seus anseios vocais omnipotentes, mas por outro, poderia significar que se transformava em outra ingénua a vender o mesmo som que centenas de outras".
Além da atenção por parte dos média, a remistura por Afrojack recebeu uma nomeação na categoria "Best Remixed Recording, Non-Classical" na cerimónia anual de 2012 dos Grammy Awards, no entanto, acabou por perder para Skrillex com "Cinema" de Benny Benassi.

## Vídeo musical
O vídeo musical foi dirigido por Ethan Ladder e foi filmado em Malibu, na Califórnia. O tratamento para o cenário do projeto foi descrito como "uma bela peça cinematográfica que mostra a beleza natural de Leona Lewis. Vai ser convidativo, sexy e orgânico. Será uma propagação de moda e movimento. É sobre encontrar a beleza nas coisas mais simples da vida. Estamos à procura de homens e mulheres bonitas para ajudar a definir o tom para este vídeo. Estas pessoas precisam de corresponder à vibração de Leona e precisam de serem capazes de se divertirem". O diretor também afirmou que os os modelos que iriam aparecer no trabalho deviam ter um estilo Abercrombie & Fitch e que "pequenas tatuagens" eram aceites. Na maior parte do tempo, a cantora percorre uma praia numa variedade de configurações diferentes, como quando está sentada num velho cabriolet, em que está rodeada pelos seus amigos, com biquíni com bolhas desenhadas. Noutros cenários, a artista a percorrer o areal à beira-mar, bem como sentada em redor de uma fogueira na praia. Ryan Love, do Digital Spy, elogiou o vídeo, dizendo que "mostra Lewis com um novo visual enquanto convive com os amigos na passagem do dia para a noite". Robbie Daw, do Idolator, comparou "a imagem de festa" ao teledisco de Katy Perry para "Teenage Dream".

## Divulgação
A primeira interpretação ao vivo da faixa foi no primeiro episódio do game show britânico Red or Black?. Nessa mesma noite, a 4 de Setembro de 2011, Leona voltou a cantar "Collide" em conjunto com um mini-alinhamento na discoteca de Londres chamada G-A-Y. O desempenho consistiu em rotinas de dança "atrevidas" com bailarinos masculinos praticamente nus, sendo que a cantora tinha um vestido preto de comprimento até ao joelho, com um emblema em forma de coração vermelho no peito. Nadia Sam-Dalir do jornal The Sun considerou que a artista "tinha trocado a sua imagem recatada" em favor da "sua rotina de dança mais atrevida de sempre, cercada por musculosos pedaços de peito nu". O tema foi igualmente divulgado durante o festival Radio 1's Hackney Weekend a 24 de maio de 2012. Fez parte de uma lista de canções que era constituída por "Coming Home", originalmente de Diddy-Dirty Money e acompanhada em palco pelo rapper Wretch 32, além de outros registos da carreira de Lewis, como "Better in Time", "Bleeding Love", "Run", e uma nova faixa do disco Glassheart, "Come Alive". Por fim, a obra também fez parte do alinhamento da digressão de 2013 intitulada Glassheart Tour, como quarta no alinhamento dos concertos.

## Faixas e formatos
A versão single de "Collide" na Alemanha contém duas faixas, a original com duração de quatro minutos e um segundo e uma remistura com cinco minutos e cinquenta e cinco segundos. Na iTunes Store foi lançado um extended play (EP) com cinco músicas.
| Descarga digital |                            |         |  |
| N.º              | Título                     | Duração |  |
| 1.               | "Collide"                  | 4:01    |  |
| 2.               | "Collide" (Afrojack Remix) | 5:55    |  |

| Descarga digital (EP) |                                               |         |  |
| N.º                   | Título                                        | Duração |  |
| 1.                    | "Collide" (Radio Edit)                        | 3:59    |  |
| 2.                    | "Collide" (Extended Version)                  | 6:47    |  |
| 3.                    | "Collide" (Afrojack Remix)                    | 5:53    |  |
| 4.                    | "Collide" (Alex Gaudino & Jason Rooney Remix) | 7:37    |  |
| 5.                    | "Collide" (Cahill Remix)                      | 6:18    |  |

## Desempenho nas tabelas musicais
A canção fez a sua estreia nas tabelas musicais nos Estados Unidos, onde debutou na Dance/Club Play Songs na trigésima segunda posição na semana com término a 20 de agosto de 2011. Na edição seguinte, conseguiu ascender ao 22.º lugar, seguindo-se o 16.º. A sua entrada nas dez mais vendidas foi a 17 de setembro, alcançando a sexta posição. Na sétima semana de permanência, a música atingiu a liderança da lista, em 1 de outubro, com reconhecimento de melhor desempenho nesse mesmo período. Tornou-se no seu primeiro registo a conseguir o primeiro lugar na Hot Dance Club Songs e apenas o segundo a vigorar na tabela, sucedendo a "Bleeding Love" em 2008. Na Irlanda, estreou na terceira posição a 8 de setembro de 2011, conseguindo a melhor estreia dessa mesma semana.
O seu desempenho comercial revelou-se ainda na Escócia e no Reino Unido, onde atingiu o quarto lugar como melhor posição nas respetivas tabelas musicais principais. Em Portugal, "Collide" fez a sua entrada direta para a 25.ª posição da tabela do país.
| Tabela musical (2010-2011)                       | Melhor posição |
| ------------------------------------------------ | -------------- |
| Áustria — Ö3 Austria Top 75                      | 29             |
| Bélgica — Ultratip (Flandres)                    | 13             |
| Escócia — Scottish Singles Chart                 | 4              |
| Eslováquia — IFPI                                | 89             |
| Estados Unidos — Billboard Dance/Club Play Songs | 1              |
| Portugal — Top 30 Ringtones                      | 25             |
| Reino Unido — UK Singles Chart                   | 4              |

| Tabela musical (2011)                            | Posição |
| ------------------------------------------------ | ------- |
| Estados Unidos — Billboard Dance/Club Play Songs | 46      |

## Histórico de lançamento
"Collide" estreou nas rádios britânicas a 15 de julho de 2011. Posteriormente, foi enviada para as estações australianas a 22 de agosto de 2011 e disponibilizada na iTunes Store de vários países a 2 de setembro. Exclusivamente, o seu lançamento na Alemanha ocorreu a 16 do mesmo mês mas na loja Amazon.
| País           | Data                   | Formato          | Editora discográfica |
| -------------- | ---------------------- | ---------------- | -------------------- |
| Austrália      | 22 de agosto de 2011   | Rádio mainstream | Syco, Sony Music     |
| Áustria        | 2 de setembro de 2011  | Descarga digital | Syco, Sony Music     |
| Brasil         | 2 de setembro de 2011  | Descarga digital | Syco, Sony Music     |
| Estados Unidos | 2 de setembro de 2011  | Descarga digital | Syco, Sony Music     |
| França         | 2 de setembro de 2011  | Descarga digital | Syco, Sony Music     |
| Irlanda        | 2 de setembro de 2011  | Descarga digital | Syco, Sony Music     |
| Itália         | 2 de setembro de 2011  | Descarga digital | Syco, Sony Music     |
| Portugal       | 2 de setembro de 2011  | Descarga digital | Syco, Sony Music     |
| Reino Unido    | 2 de setembro de 2011  | Descarga digital | Syco, Sony Music     |
| Suíça          | 2 de setembro de 2011  | Descarga digital | Syco, Sony Music     |
| Alemanha       | 16 de setembro de 2011 | Descarga digital | Syco, Sony Music     |